# Tetraloniella davidsoni
Tetraloniella davidsoni är en biart som först beskrevs av Cockerell 1905.  Tetraloniella davidsoni ingår i släktet Tetraloniella och familjen långtungebin. Inga underarter finns listade i Catalogue of Life.